# Epicauta albovittata
Epicauta albovittata là một loài bọ cánh cứng trong họ Meloidae. Loài này được Gestro miêu tả khoa học năm 1878.